# Domingo Tarasconi
Domingo Alberto Tarasconi, a volte riportato anche come Tarascone, (Buenos Aires, 20 dicembre 1903 – Buenos Aires, 3 luglio 1991), è stato un calciatore argentino, di ruolo attaccante.
Soprannominato Tarasca, è considerato uno dei migliori calciatori della storia del Boca Juniors, squadra in cui militò per undici stagioni e con cui vinse cinque campionati e quattro volte il titolo di capocannoniere. Vinse inoltre un altro titolo di capocannoniere con il General San Martín.
Con la Selección vinse il Campeonato Sudamericano de Football nel 1925 e nel 1929. Inoltre fu capocannoniere ai giochi olimpici di Amsterdam 1928.

## Caratteristiche tecniche
Attaccante potente, dotato di una corsa notevole e di un fiuto del gol affinato, era temuto dalle difese avversarie per la pericolosità e la regolarità con cui andava al tiro.

## Carriera

### Club

#### Inizi e affermazione al Boca
Cresciuto nelle giovanili dell'Atlanta, dove giocò fino al 1921, veniva impiegato come ala destra.
L'anno seguente passò al Boca Juniors e non trovò un posto da titolare sulla fascia destra, perché già occupato da Pedro Calomino. Costretto così a cambiare ruolo, provò a fermarsi nel centro dell'area e questa fu la decisione più azzeccata della sua carriera: da quel momento si trasformò in un inarrestabile goleador.
Con il Boca, in undici stagioni, disputò 236 partite ufficiali ed è il quarto realizzatore di sempre con 193 reti dopo Martín Palermo (228), Roberto Cherro (221) e Francisco Varallo (194). Considerando solamente il campionato è il secondo miglior realizzatore di sempre con 187 reti in 224 partite, preceduto solo da Roberto Cherro.
Insieme a Calomino e Garasini prima, e Cherro e Varallo poi, diede vita a degli attacchi molto prolifici. Domingo Tarasconi e Roberto Cherro contraddistinsero un'intera generazione di tifosi e futuri giocatori, come Charro Moreno, il quale dichiarò di essere stato un ammiratore di entrambi.
Nel 1930 fu protagonista, insieme ai suoi compagni, di un'annata straordinaria. In 35 partite giocate ottennero 29 vittorie, 3 pareggi e 3 sconfitte. Un bottino impreziosito dai 113 gol segnati (3,23 a partita).
L'8 maggio 1927 nella partita di campionato Boca Juniors-Banfield 6-0 Tarasconi mise a segno 5 reti. Al 77' la partita fu sospesa dall'arbitro su richiesta del capitano del Banfield. Sempre in campionato si distinse per altre tre quadruplette e 14 triplette. Vinse la classifica marcatori con il Boca nel 1922 (11 reti), 1923 (40 reti), 1924 (16 reti) e 1927 (32 reti).
Nel 1929 subì un infortunio al ginocchio che lo costrinse ad operarsi e lo tenne lontano dai campi per quasi tutta la stagione.
Con il Boca vinse cinque campionati (1923, 1924, 1926, 1930 e 1931), due Cope Ibarguren, una Copa Estímulo, una Copa de Competencia Jockey Club e una Copa de Honor Cousenier. Curiosamente Tarasconi e il Boca furono gli ultimi campioni dell'epoca amatoriale (1930) e i primi campioni dell'era professionista (1931).

#### Il tramonto: le ultime esperienze
Dopo aver lasciato il Boca nel 1932, giocò nel 1933 con il Newell's Old Boys facendo solo due apparizioni in campionato.
Nel 1934 vestì la maglia del General San Martin con la quale diventò capocannoniere con 16 reti nell'ultimo campionato dell'era amatoriale.
Si ritirò dal calcio giocato nel 1936 disputanto 8 partite con l'Argentinos Juniors.

### Nazionale

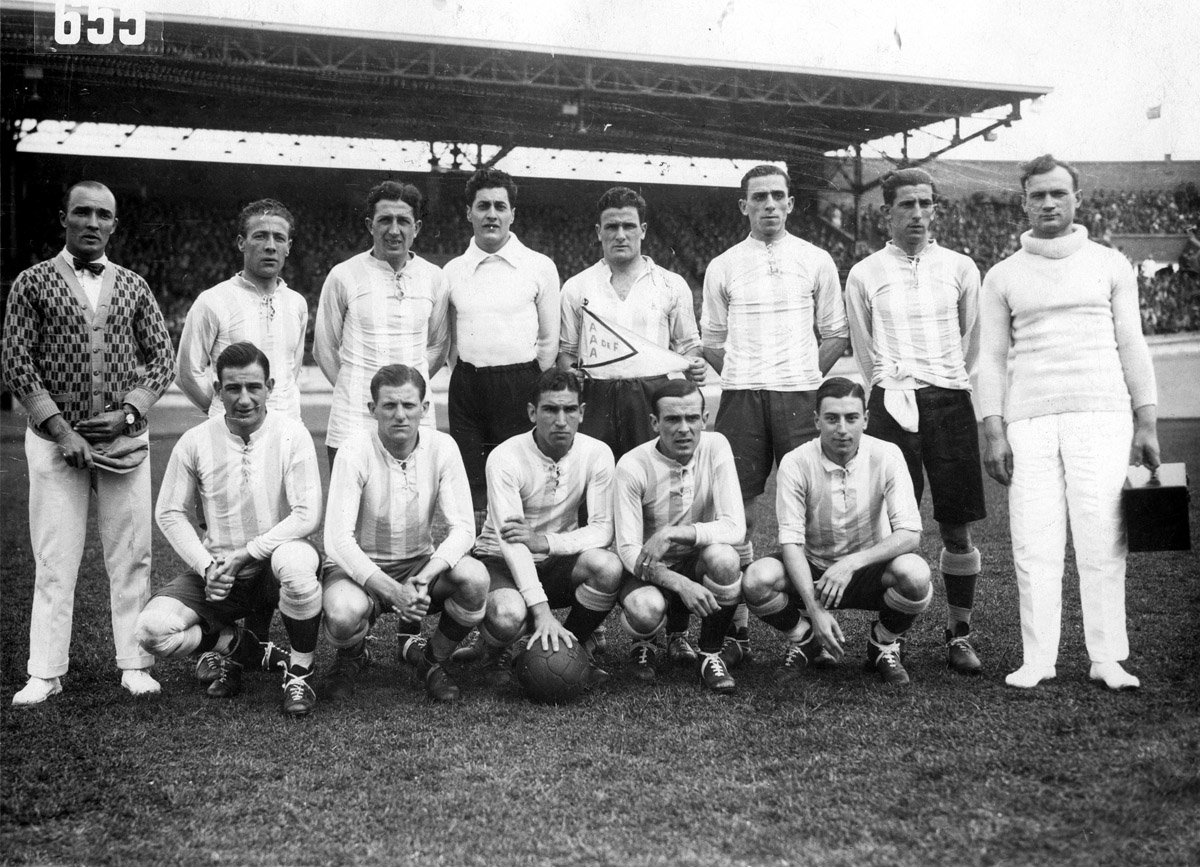
La squadra argentina alle olimpiadi del 1928. Tarasconi è il secondo in piedi partendo da destra.

Con la nazionale argentina collezionò in totale 24 presenze e 18 gol; fece il suo debutto internazionale nel 1922. Prese parte a quattro edizioni del Campeonato Sudamericano de Football. In due occasioni la squadra vinse il torneo, nelle altre due terminò al secondo posto del girone.
Partecipò al suo primo Campeonato nel 1924, senza brillare: giocò due partite senza entrare nel tabellino dei marcatori e la Selección dovette accontentarsi del secondo posto. Fu incluso anche nelle selezioni delle edizioni del 1925 e del 1926, rispettivamente classificatesi prima e seconda, realizzando una rete in entrambe le occasioni.
Ebbe la sua consacrazione ai giochi olimpici del 1928, nel cui torneo dominò la classifica dei cannonieri con 11 reti.
Nella prima gara, agli ottavi di finale, l'Argentina incontrò gli Stati Uniti e Tarasconi si mise subito in mostra segnando quattro delle undici reti realizzate per il risultato conclusivo di 11-2. Ai quarti la stessa sorte toccò al Belgio: altri quattro gol firmati Tarasconi decretarono il punteggio di 6-3 per l'albiceleste. La semifinale fu un'altra partita senza storia: Argentina-Egitto 6-0 con altre tre reti. Nelle finali contro l'Uruguay Tarasconi non si fece trovare pronto e mancò per l'unica volta il tabellino dei marcatori, cosa che fu fatale per la sua squadra che dovette arrendersi e accontentarsi della medaglia d'argento.
Vinse il Campeonato Sudamericano de Football anche nel 1929, senza mai scendere in campo.
Nel marzo 1934 venne inserito dal ct Pascucci nella preselezione per il campionato mondiale, senza però essere riconfermato.

## Statistiche

### Cronologia presenze e reti nei club[9][20]
| Stagione            | Squadra             | Campionato          | Campionato | Campionato | Coppe nazionali | Coppe nazionali | Coppe nazionali | Coppe continentali | Coppe continentali | Coppe continentali | Altre coppe | Altre coppe | Altre coppe | Totale | Totale |
| Stagione            | Squadra             | Comp                | Pres       | Reti       | Comp            | Pres            | Reti            | Comp               | Pres               | Reti               | Comp        | Pres        | Reti        | Pres   | Reti   |
| ------------------- | ------------------- | ------------------- | ---------- | ---------- | --------------- | --------------- | --------------- | ------------------ | ------------------ | ------------------ | ----------- | ----------- | ----------- | ------ | ------ |
| 1922                | Boca Juniors        | CC                  | 16         | 10         | -               | -               | -               | -                  | -                  | -                  | -           | -           | -           | 16     | 10     |
| 1923                | Boca Juniors        | CC                  | 30+3       | 38+1       | -               | -               | -               | CH                 | 1                  | 1                  | -           | -           | -           | 34     | 40     |
| 1924                | Boca Juniors        | CC                  | 17         | 16         | CI              | 1               | 0               | -                  | -                  | -                  | -           | -           | -           | 18     | 16     |
| 1925                | Boca Juniors        | CC                  | 7          | 3          | COM             | 6               | 5               | -                  | -                  | -                  | -           | -           | -           | 13     | 8      |
| 1926                | Boca Juniors        | CC                  | 19         | 16         | CI+CE           | 1+1             | 0+0             | -                  | -                  | -                  | -           | -           | -           | 21     | 16     |
| 1927                | Boca Juniors        | PD                  | 31         | 35         | CP              | 2               | 0               | -                  | -                  | -                  | -           | -           | -           | 33     | 35     |
| 1928                | Boca Juniors        | PD                  | 33         | 29         | -               | -               | -               | -                  | -                  | -                  | -           | -           | -           | 33     | 29     |
| 1929                | Boca Juniors        | CE                  | 6          | 4          | -               | -               | -               | -                  | -                  | -                  | -           | -           | -           | 6      | 4      |
| 1930                | Boca Juniors        | PD                  | 34         | 27         | -               | -               | -               | -                  | -                  | -                  | -           | -           | -           | 34     | 27     |
| 1931                | Boca Juniors        | PD                  | 27         | 8          | -               | -               | -               | -                  | -                  | -                  | -           | -           | -           | 27     | 8      |
| 1932                | Boca Juniors        | PD                  | 1          | 0          | -               | -               | -               | -                  | -                  | -                  | -           | -           | -           | 1      | 0      |
| Totale Boca Juniors | Totale Boca Juniors | Totale Boca Juniors | 224        | 187        |                 | 11              | 5               |                    | 1                  | 1                  |             |             |             | 236    | 193    |
| 1933                | Newell's Old Boys   | CR                  | 2          | 0          | -               | -               | -               | -                  | -                  | -                  | -           | -           | -           | 2      | 0      |
| 1934                | General San Martín  | PD                  | ?          | 16         | -               | -               | -               | -                  | -                  | -                  | -           | -           | -           | ?      | 16     |
| 1936                | Argentinos Juniors  | PD                  | 8          | 0          | -               | -               | -               | -                  | -                  | -                  | -           | -           | -           | 8      | 0      |
| Totale carriera     | Totale carriera     | Totale carriera     | 234+       | 203        |                 | 11              | 5               |                    | 1                  | 1                  |             |             |             | 246+   | 209    |

CC: Copa Campeonato
CE: Copa Estímulo
CI: Copa Ibarguren
CH: Copa de Honor Cousenier
COM: Copa de Competencia
CP: Campeonato Porteño
CR: Campionato regionale
PD: Primera División

### Cronologia presenze e reti in Nazionale[1]
| Cronologia completa delle presenze e delle reti in nazionale ― Argentina | Cronologia completa delle presenze e delle reti in nazionale ― Argentina | Cronologia completa delle presenze e delle reti in nazionale ― Argentina | Cronologia completa delle presenze e delle reti in nazionale ― Argentina | Cronologia completa delle presenze e delle reti in nazionale ― Argentina | Cronologia completa delle presenze e delle reti in nazionale ― Argentina | Cronologia completa delle presenze e delle reti in nazionale ― Argentina | Cronologia completa delle presenze e delle reti in nazionale ― Argentina |
| Data                                                                     | Città                                                                    | In casa                                                                  | Risultato                                                                | Ospiti                                                                   | Competizione                                                             | Reti                                                                     | Note                                                                     |
| ------------------------------------------------------------------------ | ------------------------------------------------------------------------ | ------------------------------------------------------------------------ | ------------------------------------------------------------------------ | ------------------------------------------------------------------------ | ------------------------------------------------------------------------ | ------------------------------------------------------------------------ | ------------------------------------------------------------------------ |
| 10-12-1922                                                               | Montevideo                                                               | Uruguay                                                                  | 1 – 0                                                                    | Argentina                                                                | Copa Premio Honor Uruguayo                                               | -                                                                        |                                                                          |
| 22-7-1923                                                                | Montevideo                                                               | Uruguay                                                                  | 2 – 2                                                                    | Argentina                                                                | Copa Premio Honor Uruguayo                                               | ?                                                                        |                                                                          |
| 9-12-1923                                                                | Buenos Aires                                                             | Argentina                                                                | 2 – 0                                                                    | Brasile                                                                  | Copa Julio Roca                                                          | ?                                                                        |                                                                          |
| 15-5-1924                                                                | Asunción                                                                 | Paraguay                                                                 | 1 – 3                                                                    | Argentina                                                                | Copa Chevallier Boutell                                                  | ?                                                                        |                                                                          |
| 18-5-1924                                                                | Asunción                                                                 | Paraguay                                                                 | 2 – 1                                                                    | Argentina                                                                | Copa Chevallier Boutell                                                  | ?                                                                        |                                                                          |
| 21-9-1924                                                                | Montevideo                                                               | Uruguay                                                                  | 1 – 1                                                                    | Argentina                                                                | Amichevole                                                               | ?                                                                        |                                                                          |
| 2-10-1924                                                                | Buenos Aires                                                             | Argentina                                                                | 2 – 1                                                                    | Uruguay                                                                  | Amichevole                                                               | ?                                                                        |                                                                          |
| 12-10-1924                                                               | Montevideo                                                               | Argentina                                                                | 0 – 0                                                                    | Paraguay                                                                 | Campeonato Sudamericano de Football                                      | -                                                                        |                                                                          |
| 2-11-1924                                                                | Montevideo                                                               | Uruguay                                                                  | 0 – 0                                                                    | Argentina                                                                | Campeonato Sudamericano de Football                                      | -                                                                        |                                                                          |
| 29-11-1925                                                               | Buenos Aires                                                             | Argentina                                                                | 2 – 0                                                                    | Paraguay                                                                 | Campeonato Sudamericano de Football                                      | -                                                                        |                                                                          |
| 13-12-1925                                                               | Buenos Aires                                                             | Argentina                                                                | 4 – 1                                                                    | Brasile                                                                  | Campeonato Sudamericano de Football                                      | -                                                                        |                                                                          |
| 20-12-1925                                                               | Buenos Aires                                                             | Argentina                                                                | 3 – 1                                                                    | Paraguay                                                                 | Campeonato Sudamericano de Football                                      | 1                                                                        |                                                                          |
| 25-12-1925                                                               | Buenos Aires                                                             | Argentina                                                                | 2 – 2                                                                    | Brasile                                                                  | Campeonato Sudamericano de Football                                      | -                                                                        |                                                                          |
| 16-10-1926                                                               | Santiago del Cile                                                        | Argentina                                                                | 5 – 0                                                                    | Bolivia                                                                  | Campeonato Sudamericano de Football                                      | -                                                                        |                                                                          |
| 20-10-1926                                                               | Santiago del Cile                                                        | Argentina                                                                | 8 – 0                                                                    | Paraguay                                                                 | Campeonato Sudamericano de Football                                      | -                                                                        |                                                                          |
| 24-10-1926                                                               | Santiago del Cile                                                        | Argentina                                                                | 0 – 2                                                                    | Uruguay                                                                  | Campeonato Sudamericano de Football                                      | -                                                                        |                                                                          |
| 31-10-1926                                                               | Santiago del Cile                                                        | Cile                                                                     | 1 – 1                                                                    | Argentina                                                                | Campeonato Sudamericano de Football                                      | 1                                                                        |                                                                          |
| 1-4-1928                                                                 | Lisbona                                                                  | Portogallo                                                               | 0 – 0                                                                    | Argentina                                                                | Amichevole                                                               | -                                                                        |                                                                          |
| 29-5-1928                                                                | Amsterdam                                                                | Argentina                                                                | 11 – 2                                                                   | Stati Uniti                                                              | Olimpiadi 1928 - Ottavi di finale                                        | 4                                                                        |                                                                          |
| 2-6-1928                                                                 | Amsterdam                                                                | Argentina                                                                | 6 – 3                                                                    | Belgio                                                                   | Olimpiadi 1928 - Quarti di finale                                        | 4                                                                        |                                                                          |
| 6-6-1928                                                                 | Amsterdam                                                                | Argentina                                                                | 6 – 0                                                                    | Egitto                                                                   | Olimpiadi 1928 - Semifinale                                              | 3                                                                        |                                                                          |
| 10-6-1928                                                                | Amsterdam                                                                | Uruguay                                                                  | 1 – 1                                                                    | Argentina                                                                | Olimpiadi 1928 - Finale                                                  | -                                                                        |                                                                          |
| 13-6-1928                                                                | Amsterdam                                                                | Uruguay                                                                  | 2 – 1                                                                    | Argentina                                                                | Olimpiadi 1928 - Finale (ripetizione)                                    | -                                                                        |                                                                          |
| 16-6-1929                                                                | Buenos Aires                                                             | Argentina                                                                | 2 – 0                                                                    | Uruguay                                                                  | Amichevole                                                               | ?                                                                        |                                                                          |
| Totale                                                                   |                                                                          | Presenze                                                                 | 24                                                                       |                                                                          | Reti                                                                     | 18                                                                       |                                                                          |

| Cronologia completa delle presenze e delle reti in nazionale (partite non ufficiali) ― Argentina | Cronologia completa delle presenze e delle reti in nazionale (partite non ufficiali) ― Argentina | Cronologia completa delle presenze e delle reti in nazionale (partite non ufficiali) ― Argentina | Cronologia completa delle presenze e delle reti in nazionale (partite non ufficiali) ― Argentina | Cronologia completa delle presenze e delle reti in nazionale (partite non ufficiali) ― Argentina | Cronologia completa delle presenze e delle reti in nazionale (partite non ufficiali) ― Argentina | Cronologia completa delle presenze e delle reti in nazionale (partite non ufficiali) ― Argentina | Cronologia completa delle presenze e delle reti in nazionale (partite non ufficiali) ― Argentina |
| Data                                                                                             | Città                                                                                            | In casa                                                                                          | Risultato                                                                                        | Ospiti                                                                                           | Competizione                                                                                     | Reti                                                                                             | Note                                                                                             |
| ------------------------------------------------------------------------------------------------ | ------------------------------------------------------------------------------------------------ | ------------------------------------------------------------------------------------------------ | ------------------------------------------------------------------------------------------------ | ------------------------------------------------------------------------------------------------ | ------------------------------------------------------------------------------------------------ | ------------------------------------------------------------------------------------------------ | ------------------------------------------------------------------------------------------------ |
| 22-1-1922                                                                                        | Buenos Aires                                                                                     | Argentina                                                                                        | 1 – 3                                                                                            | Uruguay                                                                                          |                                                                                                  |                                                                                                  |                                                                                                  |
| 3-12-1923                                                                                        | Buenos Aires                                                                                     | Argentina                                                                                        | 6 – 0                                                                                            | Cile                                                                                             |                                                                                                  |                                                                                                  |                                                                                                  |
| 28-9-1924                                                                                        | Buenos Aires                                                                                     | Argentina                                                                                        | 0 – 0                                                                                            | Uruguay                                                                                          |                                                                                                  |                                                                                                  |                                                                                                  |
| Totale                                                                                           |                                                                                                  | Presenze                                                                                         | 3                                                                                                |                                                                                                  | Reti                                                                                             | ?                                                                                                |                                                                                                  |

## Palmarès

### Club

#### Competizioni nazionali
- Copa Campeonato: 3

Boca Juniors: 1923, 1924, 1926
- Primera División (AAAF): 1

Boca Juniors: 1930
- Primera División (Argentina): 1

Boca Juniors: 1931
- Copa Ibarguren: 2

Boca Juniors: 1923, 1924
- Copa de Competencia Jockey Club: 1

Boca Juniors: 1925
- Copa Estímulo: 1

Boca Juniors: 1926

#### Competizioni internazionali
- Copa de Honor Cousenier: 1

Boca Juniors: 1920

### Nazionale
- Campeonato Sudamericano de Football: 2

Argentina 1925, Argentina 1929
- Argento olimpico: 1

Amsterdam 1928

### Individuale
- Capocannoniere della Copa Campeonato:[7] 3

1922 (11 gol), 1923 (40 gol), 1924 (16 gol)
- Capocannoniere della Primera División (AAAF):[7] 1

1927 (32 gol)
- Capocannoniere della Primera División (AAF):[7] 1

1934 (16 gol)
- Capocannoniere dei giochi olimpici: 1

Amsterdam 1928 (11 gol)